# 希爾德布蘭德 (密蘇里州)
希爾德布蘭德（英語：Hilderbrand）是位於美國密蘇里州開普吉拉多縣的非建制地區。

## 歷史
希爾德布蘭德的郵局於1905年設立，其後於1954年停運。

## 地理
希爾德布蘭德所處的海拔為高於海平面160米（即525英呎），而該地所採用的時區為UTC-6，即北美中部時區（CST）。同時該地設有夏令時間，為UTC-6調快一小時，即UTC-5（CDT）。